# San Martino di Finita
San Martino di Finita là một thị xã và comune  ở tỉnh Cosenza trong vùng Calabria miền nam nước Ý.
Đô thị San Martino di Finita có diện tích 23 ki lô mét vuông, dân số thời điểm năm 2007 là 1247 người.
Đô thị này có các đơn vị dân cư (frazioni) sau: